# Nationalpark Slowakisches Paradies
Der Nationalpark Slowakisches Paradies (slowakisch Národný park Slovenský raj) ist ein slowakischer Nationalpark in der Ost-Mitte des Landes. Er erstreckt sich über einen Teil des Slowakischen Erzgebirges, im gleichnamigen Gebirge, das zum Spišsko-gemerský kras gehört.
Der Park ist 197,63 km² groß, seine Schutzzone bedeckt eine Fläche von 130,11 km², insgesamt 327,74 km². Die Mehrheit liegt im politischen Bezirk Košický kraj (Okresy Rožňava und Spišská Nová Ves). Kleinere Teile befinden sich im Prešovský kraj (Okres Poprad) und ein winziger Teil (bei Telgárt) im Banskobystrický kraj (Okres Brezno). Durch das Gebiet verlaufen markierte Wanderwege mit einer Länge von insgesamt etwa 300 km, oft mit Leitern, Ketten und Brücken ausgestattet, in einer reizvollen Landschaft über tiefe Schluchten und in unmittelbarer Nähe der Wasserfälle. Einige Teile werden zusätzlich in elf nationalen Naturreservaten und sieben Naturreservaten geschützt. Es gibt auch mehr als 200 Höhlen, nur eine ist jedoch der Öffentlichkeit als Schauhöhle zugänglich: die Dobschauer Eishöhle, seit 2000 Teil des UNESCO-Welterbes „Höhlen des Slowakischen Karstes und Aggteleker Karstes“.
Der Sitz der Verwaltung befindet sich in Spišská Nová Ves. Ein 156,96 km² großes Gebiet innerhalb des Nationalparks wird seit 2004 als Natura-2000-Gebiet geführt (Code: SKUEV0112).

## Geschichte und Name
Der Vorgänger des Parks wurde schon 1964 gegründet und war als Landschaftsschutzgebiet (slow. chránená krajinná oblasť, CHKO) eingestuft. Er war das erste CHKO in der Slowakei überhaupt. Am 18. Januar 1988 bekam er per Verordnung der Regierung der SSR 23/1988 Zb. den Status eines Nationalparks. Der Name „Slowakisches Paradies“ erschien zum ersten Mal 1921 in der Zeitschrift Krásy Slovenska, vorher trug das Gebirge verschiedene Namen, wie Kalkgebirge von Hrabušice (Kabsdorf)/Letanovce (Lettensdorf), Vernár-Hnilec-Berge, Bergland von Stratená (Verlorenseifen) u. ä.

## Geographie

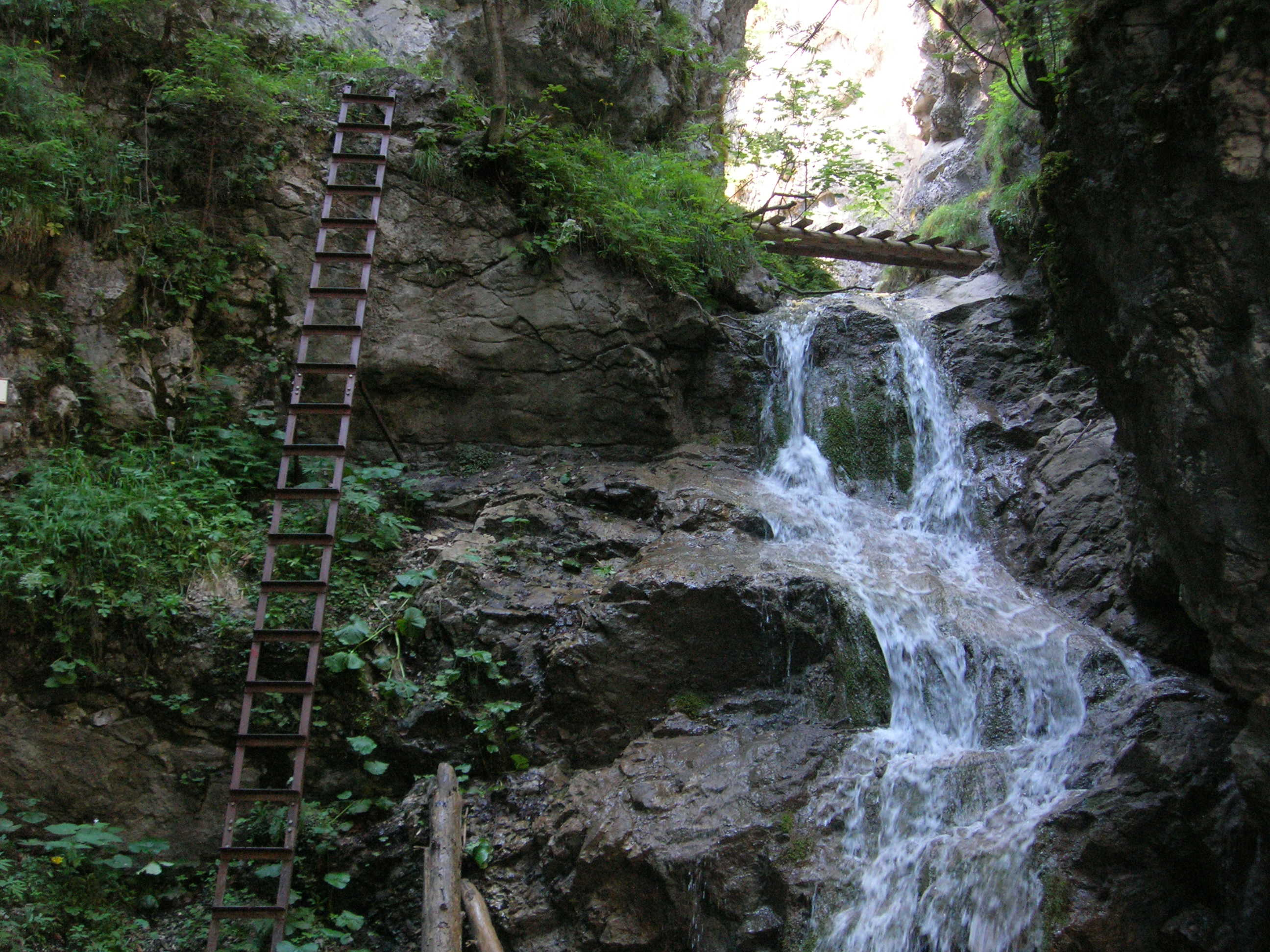
Oftmals sind Leiter und Brücken nötig, um Höhenunterschiede und Gewässer zu bewältigen (Schlucht Kyseľ)

Karte der Schluchten im Nationalpark

Der Nationalpark befindet sich in der Ostslowakei. Geomorphologisch gehört er zum Slowakischen Erzgebirge, Unterteil Spišsko-gemerský kras, zu dem auch das Slowakische Paradies gehört. Städte in der unmittelbaren Umgebung sind Spišská Nová Ves, Dobšiná und Poprad, bedeutende Gemeinden sind Dedinky, Hrabušice, Mlynky, Stratená und Vernár. Die Kernzone bedeckt den größten Teil des Gebirges, während die Schutzzone neben dem Rest auch einen Teil des Talkessels Hornádska kotlina umfasst. Im Westen grenzt der Park an die Niedere Tatra, im Süden an die Volovské vrchy.
Größere Flüsse sind der Hnilec im Süden und der Hornád im Norden. Dazu kommen auch Bäche wie Biely potok, Veľká Biela voda, Vernársky potok oder Zajf. Der Park ist bekannt für eine größere Anzahl an Schluchten, die bis zu 300 Meter tief sind. Die bekanntesten sind der Veľký Sokol, der auch mit 4,5 km der längste ist, Suchá Belá, Piecky und Kyseľ, alle mit zahlreichen Wasserfällen. Das längste Durchbruchstal heißt Prielom Hornádu (deutsch Durchbruch von Hornád), der je nach Quelle 11 bis 16 km lang und bis zu 150 Meter tief ist. Der höchste Wasserfall ist Závojový vodopád (70 m). Neben den öffentlich zugänglichen Schluchten gibt es auch eine Anzahl an gesperrten Schluchten. Dies ist aus Gründen des erhöhten Naturschutzes geschehen, um einige Gebiete unberührt zu lassen. Am Südrand befindet sich der Stausee Palcmanská Maša (56 ha groß), der verschiedenen Freizeitaktivitäten, aber auch der Fischerei dient.
Der höchste Berg ist die Predná hoľa (1545 m n.m.), andere touristisch bedeutende Berge sind die Havrania skala (1153 m n.m.) und Tomášovský výhľad (680 m n.m). Der niedrigste Punkt liegt am Hornád mit 470 m n.m. bei Smižanská Maša.

## Flora und Fauna

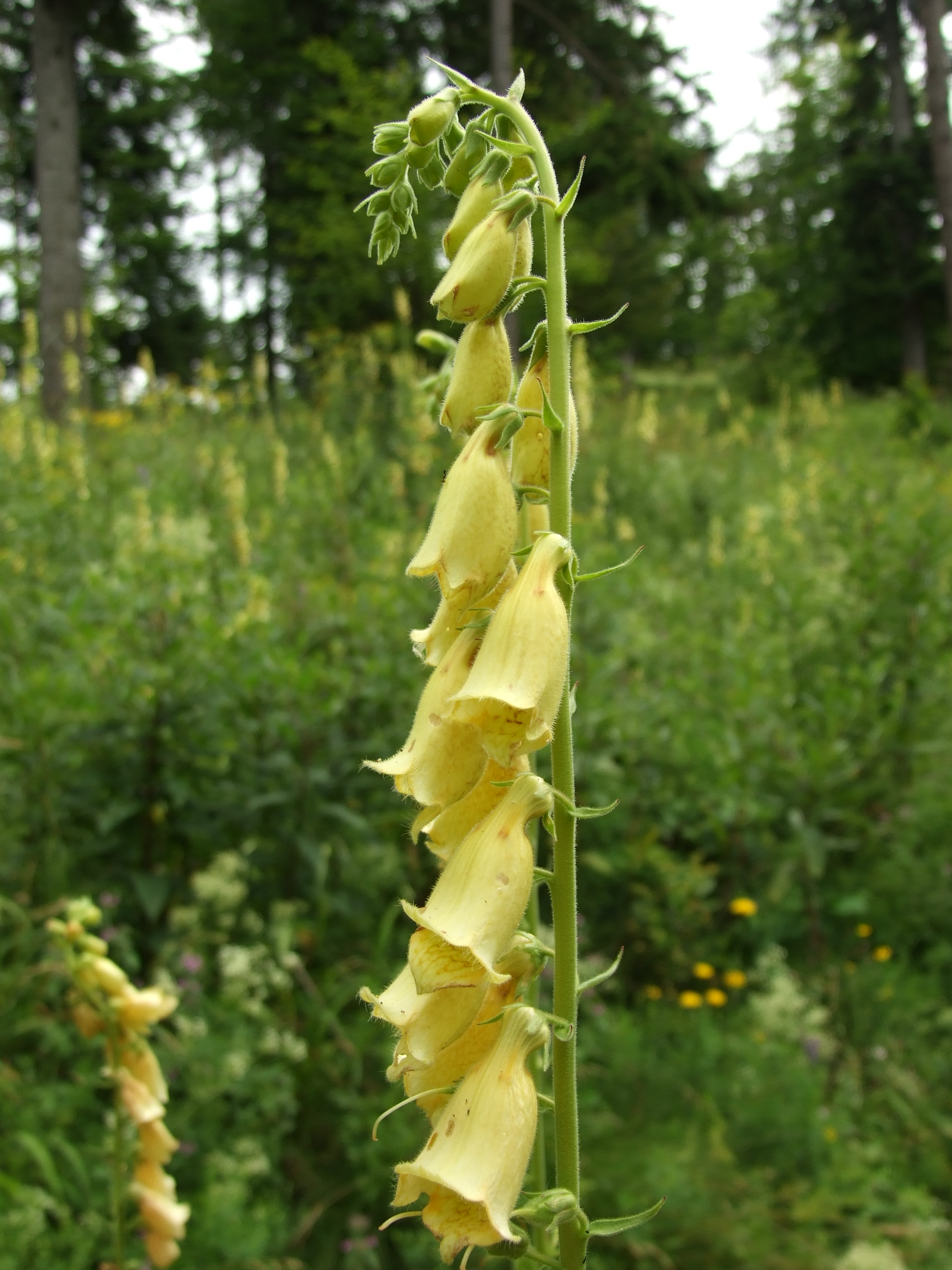
Großblütiger Fingerhut im Nationalpark

Die variierte Landschaft spiegelt sich auch in der reichen Pflanzen- und Tierwelt wider. Im Nationalpark besteht die größte Varietät der Schmetterlinge in der Slowakei, mit 6,06 Arten je Quadratkilometer. Auf der Wiese Kopanecké lúky beträgt die Varietät der höheren Gefäßpflanzen bis zu 75 Arten je Quadratmeter.
Im Nationalpark befinden sich etwa 4000 Arten der Wirbellosen, davon etwa 2000 Arten der Schmetterlinge, 400 Arten der Käfer und 150 Arten der Weichtiere. Wirbeltiere sind mit mehr als 200 Arten vertreten; zu den bekanntesten Säugetieren gehören Braunbär, Fuchs, Wolf, Wildkatze, Hirsche, Wildschwein und Marder. Zahlreiche Schluchten und dichte Wälder sind Heim für verschiedene Vogelarten, ob Raub- oder Singvögel.
Wälder bedecken etwa 90 % der Fläche des Nationalparks. Größtenteils wachsen dort Buchen, Tannen, Fichten und Kiefern. Im Park befinden sich etwa 930 Pflanzenarten, davon sind etwa 30 Arten geschützt. 6 Arten sind Endemiten im Slowakischen Paradies, weitere 19 Arten kommen nur in den Westkarpaten vor. Zu diesen gehören: Slawische Kuhschelle (Pulsatilla slavica), Großblütiger Fingerhut (Digitalis grandiflora Mill.), Karpaten-Glockenblume (Campanula carpatica). Durch klimatische Eigenschaften wachsen hier auch Arten, die normalerweise nur in den Hochgebirgen anzutreffen sind, wie Bergkiefer, Edelweiß oder Schweizer Moosfarn.

## Besonderer Naturschutz

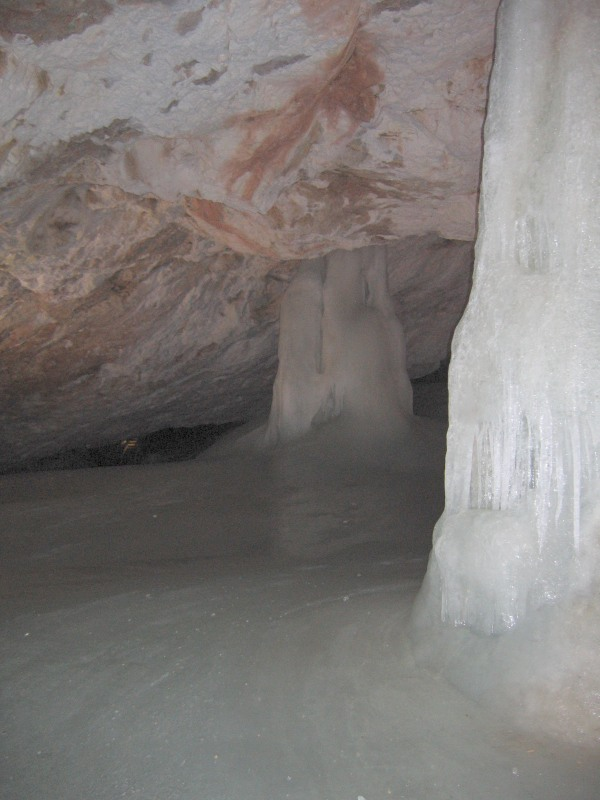
Dobšinská ľadová jaskyňa

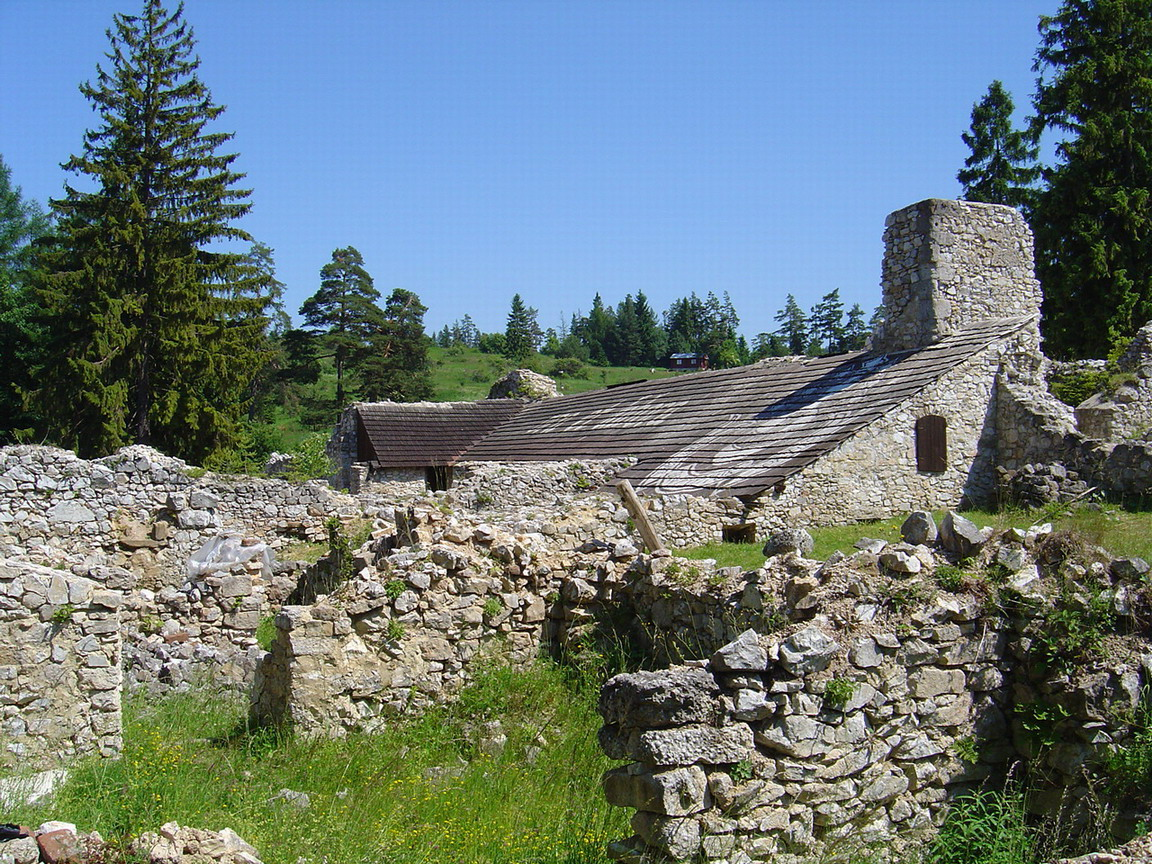
Ruinen des Kartäuser-Klosters aus dem 13. Jahrhundert

Einige Gebiete innerhalb des Nationalparks werden besonders geschützt. Diese sind:
- Národné prírodné rezervácie (NPR, Nationale Naturreservate)

Hnilecká jelšina (84,59 ha, seit 1988)
Holý kameň (210,87 ha, 1976)
Kyseľ (949,97 ha, 1964)
Piecky (244,93 ha, 1964)
Prielom Hornádu (290,49 ha, 1964)
Sokol (700,93 ha, 1964)
Stratená (698,87 ha, 1976)
Suchá Belá (153,52 ha, 1964)
Tri kopce (246,23 ha, 1984)
Vernárska tiesňava (82,94 ha, 1966)
Zejmarská roklina (72,65 ha, 1980)
- Národné prírodné pamiatky (NPP, Nationale Naturdenkmale)

Dobšinská ľadová jaskyňa (360,21 ha, seit 1964)
Medvedia jaskyňa (1972)
Stratenská jaskyňa (2001)
- Prírodné pamiatky (PP, Naturdenkmale)

Hranovnické pleso (68,09 ha, seit 1984)
- Prírodné rezervácie (PR, Naturreservate)

Barbolica (11,97 ha, seit 1988)
Čingovské hradisko (44,02 ha, 1982)
Kocúrová (16,72 ha, 1974)
Malé Zajfy (7,24 ha, 1993)
Mokrá (60,2 ha, 1966)
Ostrá skala (6,66 ha, 1976)
Vyšná Roveň (6,98 ha, 1993)